# Kastylka sprężysta
Kastylka sprężysta, szatnia sprężysta (Castilla elastica) – gatunek drzewa z rodziny morwowatych, występującego na obszarze Meksyku, w Ameryce Środkowej i północno-zachodniej części Ameryki Południowej ([Kolumbia, Ekwador).

## Morfologia
Drzewo dorasta do 12 m wysokości. Korona w kształcie parasola o liściach całobrzegich, podługowatych, u nasady w kształcie sercowatym. Liście błyszczące w kolorze zielonym. Kwiaty rozdzielnopłciowe, ale występują na tym samym drzewie (roślina jednopienna). Wyrastają na płaskokulistych, zmięśniałych i pokrytych łuseczkami osadnikach. Kwiaty męskie są bezokwiatowe i mają liczne pręciki, kwiaty żeńskie mają 1 słupek i 4-działkowy okwiat. Owoc złożony z wielu mniejszych owocków zrośniętych ze sobą w całość.

## Zmienność
Znane są 2 podgatunki:
- Castilla elastica Sessé subsp. costaricana (Liebm.) C. C. Berg (synonimy: C. costaricana Liebm, C. panamensis O. F. Cook)
- Castilla elastica Sessé subsp. elastica (synonimy: C. guatemalensis Pittier, C. lactiflua O. F. Cook, C.nicoyensis O. F. Cook)

## Zastosowanie
Roślina uprawiana dla soku mlecznego, który wypływa z utworzonej rany. Z tego soku otrzymuje się kauczuk.